# Франко, Рикардо
Рика́рдо Фра́нко (исп. Ricardo Franco; 24 мая 1949, Мадрид — 20 мая 1998, Мадрид) — испанский кинорежиссёр, сценарист, актёр и кинопродюсер. Лауреат премии «Гойя». Племянник кинорежиссёра Хесуса Франко и двоюродный брат писателя Хавьера Мариаса.

## Биография
Первый короткометражный фильм Рикардо Франко «Госпел» (1969) участвовал в программе кинофестиваля в Дели. Франко сам писал сценарии для собственных фильмов, некоторые из них были запрещены по соображениям цензуры. В середине 80-х годов работал в США. В 90-е годы, несмотря на проблемы со здоровьем, снял несколько фильмов, ставших по мнению многих критиков его лучшими работами. Среди них — «Счастливая звезда», завоевавшая пять премий «Гойя». Кроме того Рикардо Франко также много работал на телевидении, выпустил книгу стихов Los restos del naufragio (1979) и известен как автор слов нескольких популярных песен. Рикардо Франко был неутомимым путешественником, заядлым курильщиком, ловеласом и любителем ночной мадридской жизни. Умер от инфаркта миокарда, не закончив свой последний фильм «Чёрные слёзы».

## Фильмография
- Госпел / Gospel (1969)
- El desastre de Annual (Un invento sin futuro) (1970).
- África Occidental hoy (1973)
- El increíble aumento de la vida (1974)
- Паскуаль Дуарте / Pascual Duarte (1976)
- Los restos del naufragio (1978)
- Disa, cincuenta aniversario (1984)
- Gringo mojado (также In 'n Out, Único heredero и San Judas de la Frontera, 1984)
- El sueño de Tánger (1986)
- Берлинский блюз / Berlín Blues (1988)
- Antonio López (1991)
- Javier Mariscal (1991)
- ¡Oh, cielos! (1994)
- Después de tantos años (1994)
- Yo, una mujer (1995)
- Счастливая звезда / La buena estrella (1997)
- Чёрные слёзы / Lágrimas negras (1998)